# Pelophylax lateralis
Pelophylax lateralis är en groddjursart som först beskrevs av George Albert Boulenger 1887.  Pelophylax lateralis ingår i släktet Pelophylax och familjen egentliga grodor. IUCN kategoriserar arten globalt som livskraftig. Inga underarter finns listade i Catalogue of Life.